# ارمک رنگارنگ
ارمک رنگارنگ، ارمک کبیر (نام علمی: Ephedra major) نام یک گونه از سرده ارمک است.